# Ark Royal (Schiff, 1938)
Die HMS Ark Royal (91) war der erste echte Flottenträger der Royal Navy und hatte keine Schwesterschiffe. Der Ende 1938 in Dienst gestellte Träger wurde am 13. November 1941 im Mittelmeer von dem deutschen U-Boot U 81 torpediert und sank am folgenden Tag im Schlepp vor Gibraltar.

## Geschichte
Die konservative Admiralität der Royal Navy hatte nach dem Ersten Weltkrieg jahrelang ihre Flugzeugträgerflotte zugunsten der Schlachtschiffe vernachlässigt. Die Blockadehaltung der Royal Air Force tat ihr Übriges, um die Royal Navy im Bereich der Marinefliegerei gegenüber anderen Marinen in Rückstand zu bringen, denn jene hatte die Kontrolle über die vorhandenen Marineflieger. Die Notwendigkeit von Flugzeugträgern wurde von ihr immer bezweifelt, die Marinefliegerei war für sie zweitrangig, ebenso ihre Ausrüstung.
Konteradmiral Reginald Henderson, der neue Befehlshaber der Trägerflotte, der während des Ersten Weltkriegs Kommandant der Furious gewesen war, konnte dabei als Vertreter einer modernen Sichtweise die Wiederaufstellung der Fleet Air Arm unter der Kontrolle der Marine und den Bau neuer Flugzeugträger forcieren.
Die Pläne zum Anfang der 1930er-Jahre sahen fünf neue große Flugzeugträger für je über 70 Flugzeuge vor, die die Träger Argus, Eagle, Furious, Glorious und Courageous ersetzen sollten. Dabei musste das Washingtoner Abkommen bzw. der Londoner Flottenvertrag beachtet werden, indem man deren Tonnagebegrenzungen auf 27.000 tn.l. für einen einzelnen Träger sowie die Gesamtträgertonnage möglichst günstig auszunutzen suchte. Zur Kostenreduzierung setzte man sich selbst eine Obergrenze von 22.000 tn.l. Die 22.000 tn.l. wurden auch deshalb angestrebt, weil das Vereinigte Königreich diese Tonnage als Limit in den 2. Londoner Vertrag 1935 festschreiben wollte; was misslang – man einigte sich auf 23.368 tn.l. als Höchstwert für Flugzeugträger. 1934 wurde das neue Trägerprogramm und somit der Bau der Ark Royal genehmigt. Die Haushaltslage ließ die Auftragsvergabe erst 1935 zu. Die wachsenden Spannungen in Europa beschleunigten in der Folge den Bau neuer Träger (Illustrious und Victorious).

### Planungen und Bau
Die Ark Royal als sechster Flugzeugträger der Royal Navy wurde von Beginn an als solcher geplant, im Gegensatz zu den meisten Vorgängerschiffen, die noch als Kreuzer oder Schlachtschiff auf Kiel gelegt wurden und erst während der Bauzeit modifiziert wurden. Die Ark Royal wurde am 16. September 1935 bei Cammell Laird in Birkenhead auf Kiel gelegt, am 13. April 1937 vom Stapel gelassen und am 16. November 1938 dem Kommando von Kapitän Arthur Power übergeben. Am 16. Dezember wurde das Schiff in Dienst gestellt. Die Kosten beliefen sich zu diesem Zeitpunkt auf eine Summe von 1.996.250 Pfund Sterling.

### Atlantik

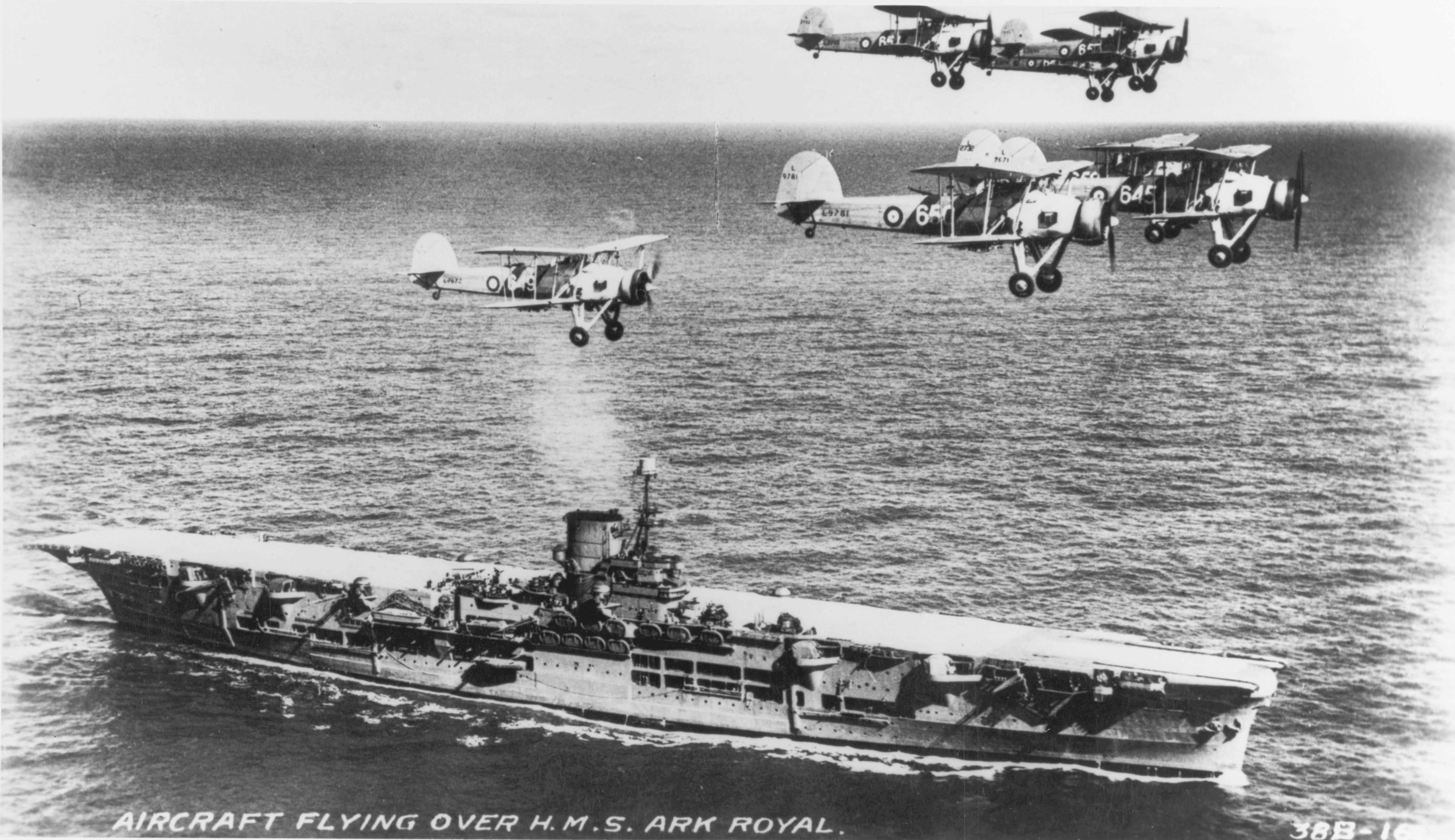
Eine Staffel Swordfish über der Ark Royal

Bis zum Januar 1939 wurde die Ark Royal in der Mündung des Clyde ausführlich auf ihre Seetüchtigkeit erprobt; im Anschluss folgte die Jungfernfahrt, die sie ins Mittelmeer führte, wo sie unter anderem Valletta besuchte und an einer Übung mit der Glorious teilnahm. Ende März kehrte die Ark Royal nach Großbritannien zurück, wo sie den Sommer über vor der Küste weitere Manöver unternahm, um die Einsatzbereitschaft zu erhöhen. Am 31. August, unter dem Eindruck des sich anbahnenden Krieges, lief der Träger mit der britischen Home Fleet aus, um in den Gewässern zwischen Norwegen und den Shetland-Inseln zu patrouillieren.
Der erste Feindkontakt fand am 14. September statt, als die Ark Royal der SS Fanad Head zur Hilfe kam, nachdem diese ein Notsignal mit der Nachricht gesendet hatte, dass sie von einem getauchten deutschen U-Boot (U 30) verfolgt werde. Ohne dass die Briten davon wussten, befand sich ein weiteres U-Boot – U 39 – in Position. Dieses  schoss zwei Torpedos auf die Ark Royal ab, denen die Ark Royal ausweichen konnte. Während U 39 später von den Begleitzerstörern des Trägers aufgebracht und versenkt wurde, konnte U 30 die Fanad Head versenken und im allgemeinen Chaos entkommen.
Zwölf Tage später wurde das britische U-Boot Spearfish von einer Dornier-Do-18 im Kattegat angegriffen. Mehrere Blackburn Skuas starten von der Ark Royal, um dem U-Boot zu Hilfe zu kommen. Dabei schossen sie das deutsche Flugboot ab und erzielten so den ersten britischen Luftsieg im Zweiten Weltkrieg. Da der Aufklärer noch eine Nachricht an das deutsche Flottenkommando absetzen konnte, wurde der Träger am Nachmittag von Heinkel-He-111-Bombern mit 2.000-kg-Bomben angegriffen; die Bomben verfehlten das Schiff jedoch um etliche Meter. Trotzdem meldete die deutsche Propaganda die Versenkung der Ark Royal.

### Die Jagd auf die Admiral Graf Spee
Nach der Rückkehr nach Scapa Flow Ende September wurde der Träger der „Force K“ zugeteilt, die am 2. Oktober in den Südatlantik auslief, um sich an der Jagd auf das deutsche Panzerschiff Admiral Graf Spee zu beteiligen. Nach der Selbstversenkung der Admiral Graf Spee am 17. Dezember, von der die Besatzung der Ark Royal im Hafen von Rio de Janeiro erfuhr, kehrte sie über Freetown nach England zurück, wo sie am 15. Februar 1940 eintraf. Der nächste Einsatz führte den Träger zusammen mit der Glorious ins Mittelmeer, wo sie Alexandria anliefen. Nach der deutschen Besetzung Norwegens wurden die beiden Flugzeugträger am 10. April zuerst nach Gibraltar und von dort wieder nach Scapa Flow beordert, von wo die beiden Schiffe am 23. April zur Unterstützung des britischen Gegenangriffs zur norwegischen Küste ausliefen. Nach der zwischenzeitlichen Rückkehr nach Scapa Flow Ende Mai griffen 15 Blackburn Skua der Ark Royal am 13. Juni das in Trondheim liegende Schlachtschiff Scharnhorst an, acht Maschinen wurden dabei von deutscher Flak und Jägern abgeschossen.

### Mittelmeer

Die Ark Royal wird während der Schlacht bei Kap Teulada von italienischen Bombern angegriffen (Foto von Bord des Kreuzers Sheffield)

Nach einem weiteren kurzen Aufenthalt bei den Orkney-Inseln lief die Ark Royal am 18. Juni nach Gibraltar, wo sie sich der „Force H“ anschloss und von nun an im Mittelmeer operierte. Am 3. Juli war sie an der Operation Catapult, der Versenkung der französischen Flotte im Hafen von Mers-el-Kébir, beteiligt. Sechs Tage später wurde das Schiff von vier Savoia-Marchetti SM.79 angegriffen, die über 100 Bomben auf den Träger abwarfen, aber nicht trafen. Am 2. August starteten zwölf Swordfishs der Ark Royal zu einem Luftangriff auf Hafenanlagen in Cagliari auf Sardinien, zwei Flugzeuge kehrten nicht zurück. Anfang September folgten zwei weitere Luftangriffe auf Cagliari. Ende September war der Träger an Angriffen auf die französische Flotte in Dakar beteiligt, im Anschluss kehrte er nach Großbritannien zur Überholung zurück.
Nach der Rückkehr ins Mittelmeer Anfang November starteten Flugzeuge der Ark Royal erneut zu Luftangriffen auf Ziele auf Sardinien, Ende November unterstützte sie die Force H während der Seeschlacht bei Kap Teulada. Torpedobomber des Trägers flogen zwei Angriffe auf die italienischen Schlachtschiffe, die Ark Royal geriet selbst in einen Bombenangriff italienischer SM.79-Bomber, die allerdings erneut nicht trafen. Im Januar 1941 war der Träger Teil eines großen Konvois, der von Gibraltar nach Malta aufbrach, um die belagerte Insel zu versorgen. Am 2. Februar griffen Swordfish-Bomber der Ark Royal einen Staudamm in Italien an, eine Woche später folgten Luftangriffe auf Genua, Spezia, Pisa und Livorno.

### Jagd auf die Bismarck

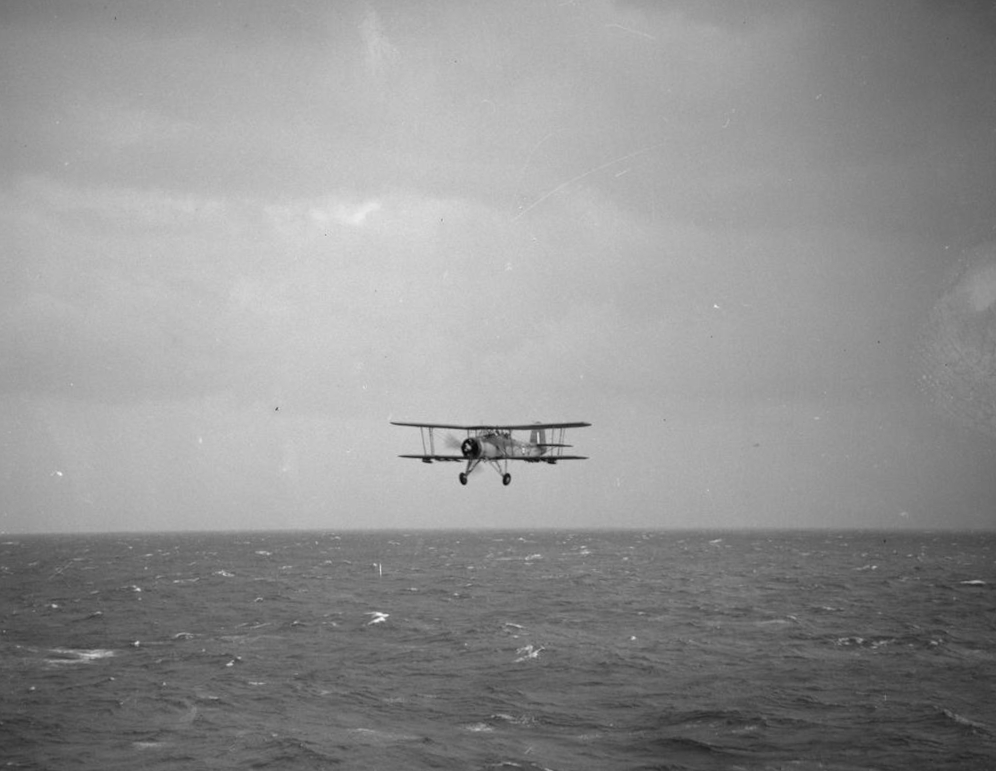
Eine Fairey Swordfish kehrt nach einem Angriff auf die Bismarck im Tiefflug zur Ark Royal zurück

Mitte Februar 1941 lief die Ark Royal erneut in den Atlantik, wo sie bis Ende März Konvois sicherte. Am 20. März sichtete ein Fulmar-Aufklärer die deutschen Schlachtschiffe Scharnhorst und Gneisenau, die sich aufgrund des Unternehmens Berlin im Atlantik aufhielten; aufgrund der großen Entfernung konnten jedoch keine Luftangriffe gestartet werden, so dass die deutschen Schiffe unbehelligt am 22. März Brest anlaufen konnten.
Am 24. Mai verließ die Ark Royal mit der um die Renown und die Sheffield verstärkten Force H Gibraltar. Zwei Tage später griffen Swordfish-Torpedobomber die Bismarck an, die zuvor von einem Catalina-Seeaufklärer gesichtet worden war. Um 15:50 Uhr wurde von einer aus 15 Torpedobombern bestehenden Staffel, die eine Stunde zuvor von der Ark Royal gestartet war, ein Schiff ausgemacht und mit Torpedos angegriffen. Es war jedoch nicht die Bismarck, sondern der Kreuzer Sheffield, der der Flotte vorausgeschickt worden war. Zum Glück für die Briten explodierten zwei der Torpedos bereits beim Aufschlag aufs Wasser, drei anderen konnte der Kreuzer ausweichen. Um 19:15 Uhr hob eine andere Gruppe von 15 Swordfish vom Deck des Trägers ab, diese griffen um 20:47 Uhr die Bismarck an und warfen ihre Torpedos ab. Ein Torpedo traf und zerstörte die Ruderanlage des Schlachtschiffs.
Am folgenden Tag starteten erneut Swordfish-Bomber, um die Bismarck anzugreifen, die zu diesem Zeitpunkt bereits von den Kräften Admiral Toveys angegriffen wurde. Die kleinen Doppeldecker wurden jedoch von den anwesenden britischen Schlachtschiffen mit Flak-Feuer „vertrieben“ und kehrten zur Ark Royal zurück. Die Bismarck sank um 10:40 Uhr.
Zwei Tage später kehrte der Träger wieder nach Gibraltar zurück, um die Einsätze im Mittelmeer wieder aufzunehmen.

### Untergang

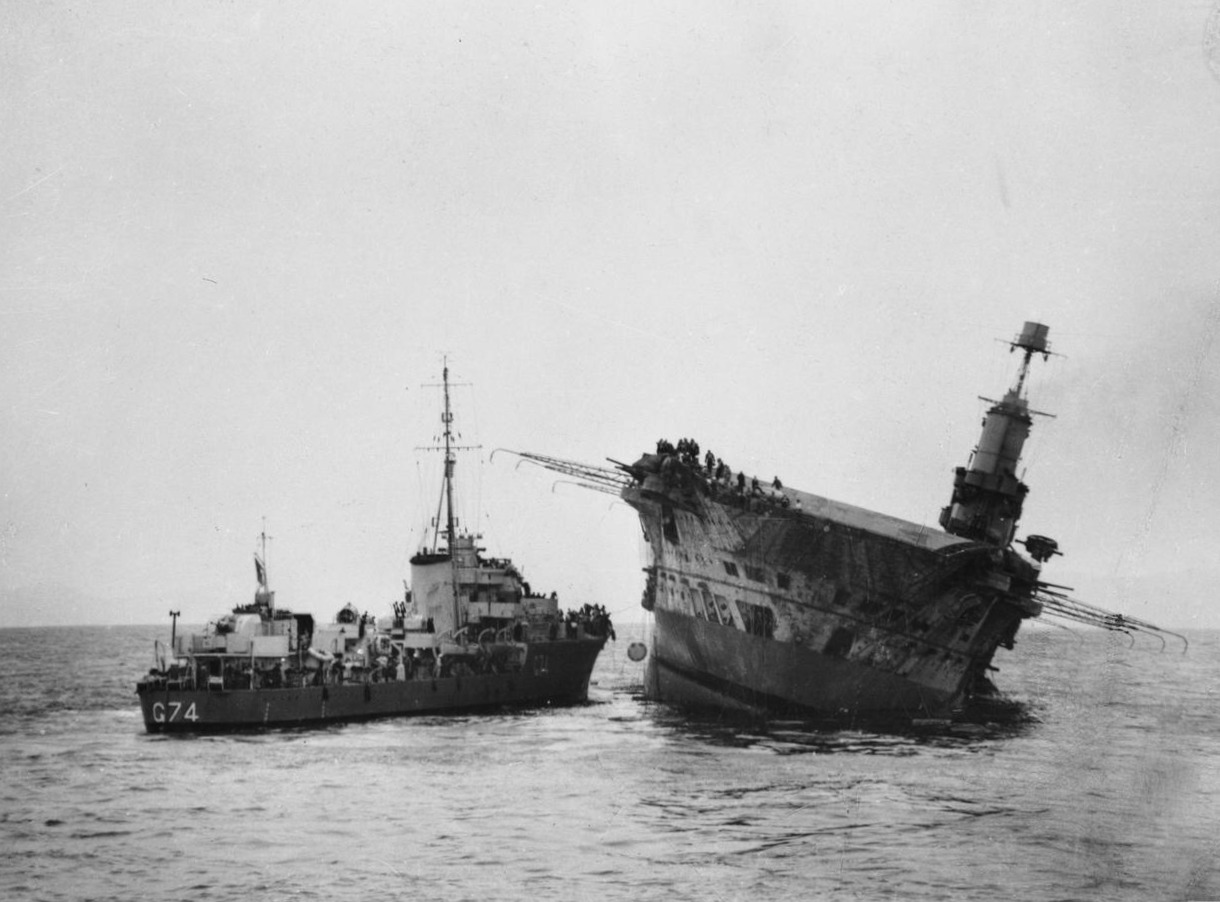
Die Ark Royal mit starker Schlagseite

Auf dem Rückweg von Malta wurde die Ark Royal am 13. November von U 81 gesichtet und gegen halb vier nachmittags mit vier Torpedos angegriffen. Ein Torpedo traf den Träger mittschiffs unter den Inselaufbauten. Innerhalb kurzer Zeit hatte die Ark Royal zehn Grad Schlagseite nach Steuerbord, diese vergrößerte sich weiter. Ein Großteil der Besatzung wurde von den Zerstörern Legion und Laforey aufgenommen, 250 Mann und der Kapitän blieben an Bord, um das Schiff, das nun nach Gibraltar geschleppt wurde, noch zu retten. Am frühen Morgen des 14. Novembers vergrößerte sich die Schlagseite jedoch auf 27 Grad, um 04:30 Uhr verließen die letzten Besatzungsmitglieder das Schiff, das um 06:13 Uhr, 14 Stunden nach seiner Torpedierung, kenterte und sank. Ein Besatzungsmitglied der Ark Royal kam ums Leben.

## Trivia
Für die Bordkatze Unsinkable Sam war der Legende nach die Versenkung der Ark Royal der dritte versenkte Arbeitsplatz innerhalb eines halben Jahres, zuvor hatte sie die Versenkung der Bismarck und der Cossack überlebt. Daraufhin wurde sie nicht mehr auf ein Schiff mitgenommen.
Eine von der BBC beauftragte Taucher-Crew fand den Träger am 19. Dezember 2002 in 3500 ft. (ca. 1200 m) Tiefe ungefähr 30 Meilen entfernt von Gibraltar.

## Technik

### Schiffsmaße
Die Ark Royal hatte eine Gesamtlänge von 243,83 m und eine Kielwasserlinie von 219,91 m. Das Schiff hatte eine Breite von 28,88 m und einen Tiefgang von 8,46 m. Die Verdrängung lag zwischen 22.000 tn.l.und 28.143 tn.l.

### Antrieb
Die Ark Royal war mit drei Parsons-Turbinen ausgestattet, die jeweils eine Welle antrieben und insgesamt 103.000 Shp (75.756 kW) entwickelten, mit der das Schiff eine Höchstgeschwindigkeit von 31,7 Knoten (59 km/h) erreichte. Der Dampf wurde von sechs Admiralty-Wasserrohrkesseln geliefert. Das Schiff konnte maximal 4.620 tn.l Heizöl mitführen, was ihm bei 20 Knoten (37 km/h) eine Reichweite von 7.600 Seemeilen (14.100 km) ermöglichte. Die Besatzung des Schiffes bestand aus 1580 Offizieren und Mannschaft.

### Bewaffnung
Zur Verteidigung standen sechzehn 114-mm-Geschütze in acht Doppeltürmen, vier auf jeder Seite des Schiffskörpers, 32 40-mm-L/39-Flak auf dem Flugdeck vor und hinter den Aufbauten, sowie 32 12,7-mm-Vickers-Maschinengewehre in Schwalbennestern an der Front und am Ende des Flugdecks zur Verfügung.

### Flugzeuggruppe
Die Flugzeuggruppe des Trägers bestand aus maximal 60 Flugzeugen; zumeist wurden Fairey-Swordfish- und Blackburn-Skua-Sturzkampfbomber eingesetzt. Ab 1940 wurden diese durch Fairey Fulmar ersetzt. Das Schiff hatte zwei hydraulische Katapulte mit einem Ladedruck von 689 bar bei 56 Knoten. Sie waren auf beiden Seiten des vorderen Flugdecks angebracht. Vier Fangvorrichtungen waren zwischen den Trägern unter dem hinteren Flugdeck installiert. Jede von ihnen bestand aus zwei Fangdrahtseilen, die ein 4,9 tn.l. schweres Flugzeug bei einer Geschwindigkeit von 55 Knoten stoppen konnten.

### Panzerung
Die Panzerung entsprach der zeitgenössischer Kreuzer. Der Panzergürtel war mittschiffs 114 mm dick und erstreckte sich vom hinteren Flughangar bis zum vorderen Magazin. Zusammen mit den 75 mm dicken Querschotten bildete er eine Art geschützte Zitadelle. Das untere Hangardeck bestand aus 89-mm-Panzerplatten, die nach außen hin bis zum oberen Ende des Panzergürtels an der Wasserlinie reichten. Speziell gegen Torpedos schützten ein flacher Torpedowulst mit einer Panzerung von 20 mm sowie ein weiteres Schott im Inneren mit 40 mm Stärke.